# ألفريد عيد
ألفريد بن حنا عِيْد (؟، القاهرة - نحو 1915، القاهرة) طبيب وصحفي مصري من أصل سوري.

## حياته
نشأ وسكن في مصر. أصدر مجلة طبيب العائلة من 15 نوفمبر 1895 بمدة عشر سنوات حتى 1920، ومجلة الطب الحديث سنة 1902-1905 للأطباء. وصنف الثروة العقارية للقطر المصري. تولي إدارة عدة بنوك وشركات. ويذكر خير الدين الزركلي في الأعلام «يقال إنه أول من أدخل المعالجة بأشعة رنتجن إلى البلاد المصرية.» 

## مؤلفاته
- تاريخ الطب في مصر: 1904.[4]
- ثروة مصر العقارية وديون الرهن العقاري. والممتلكات الريفية، والممتلكات الحضرية:1907.[5]